# Cantone di Vannes-3
Il Cantone di Vannes-3 è una divisione amministrativa dell'Arrondissement di Vannes.
È stato costituito a seguito della riforma approvata con decreto del 21 febbraio 2014, che ha avuto attuazione dopo le elezioni dipartimentali del 2015.

## Composizione
Comprende parte della città di Vannes e i 5 comuni di:
- Meucon
- Monterblanc
- Saint-Avé
- Saint-Nolff
- Treffléan